# Île Catalin
L' Île Catalin, aussi appelé île Pierre est une île située sur le fleuve Approuague dans la commune de Régina en Guyane.

### Artivles connexes
- Liste des îles de Guyane
- l'île Mantoni
- l'île Aïpoto
- l'Île aux Sept Chapelets